# Mott (album)
Az 1973-as Mott a Mott the Hoople nagylemeze. A kezdődal, az All the Way from Memphis kislemezként is megjelent, gyakran játszották a rádiók, sok tengerentúli rajongót szerzett az együttesnek, míg az Egyesült Királyságban Top 10-es lett.
A Rolling Stone magazin Minden idők 500 legjobb albuma listáján a 366. helyet szerezte meg. 2006-ban jelent meg újrakevert és bővített kiadása. Szerepel az 1001 lemez, amit hallanod kell, mielőtt meghalsz című könyvben.

## Az album dalai
|    | Cím                                                 | Szerző(k)                                                 | Hossz |
| -- | --------------------------------------------------- | --------------------------------------------------------- | ----- |
| 1. | All the Way from Memphis                            | Ian Hunter                                                | 5:02  |
| 2. | Whizz Kid                                           | Hunter                                                    | 3:25  |
| 3. | Hymn For The Dudes                                  | Verden Allen, Hunter                                      | 5:24  |
| 4. | Honaloochie Boogie                                  | Hunter                                                    | 2:43  |
| 5. | Violence                                            | Hunter, Mick Ralphs                                       | 4:48  |
| 6. | Drivin’ Sister                                      | Hunter, Ralphs                                            | 3:53  |
| 7. | Ballad Of Mott The Hoople (26th March 1972, Zürich) | Hunter, Dale "Buffin" Griffin, Peter Watts, Ralphs, Allen | 5:24  |
| 8. | I’m A Cadillac / El Camino Dolo Roso                | Ralphs                                                    | 7:51  |
| 9. | I Wish I Was Your Mother                            | Hunter                                                    | 4:52  |

| 10. | Rose (a Honaloochie Boogie B-oldala)     | Hunter, Ralphs, Watts, Buffin | 3:56 |
| 11. | Honaloochie Boogie (demo verzió)         | Hunter                        | 3:07 |
| 12. | Nightmare (demo verzió)                  | Allen                         | 3:36 |
| 13. | Drivin' Sister (1973-as koncertfelvétel) | Hunter, Ralphs                | 4:30 |

## Helyezések
| Év   | Lista                | Helyezés |
| ---- | -------------------- | -------- |
| 1973 | Billboard Pop Albums | 35       |

## Közreműködők
- Ian Hunter – ének, zongora, gitár
- Mick Ralphs – gitár, ének, orgona, moogotron, mandolin, csörgődob
- Pete "Overend" Watts – basszusgitár, háttérvokál
- Dale "Buffin" Griffin – dob, vokál, ütőhangszerek, háttérvokál

### További zenészek
- Paul Buckmaster – elektromos cselló a Honaloochie Boogie-n
- Morgan Fisher – zongora, szintetizátor, háttérvokál a Drivin' Sister-en (koncertfelvétel)
- Mick Hince – harangok az I Wish I Was Your Mother-ön
- Andy Mackay – szaxofon az All The Way From Memphis és Honaloochie Boogie dalokon
- Graham Preskett – hegedű a Violence-en
- Thunderthighs (Karen Friedman, Dari Lalou, Casey Synge) – háttérvokál a Hymn For The Dudes-on

## Fordítás
Ez a szócikk részben vagy egészben a Mott (album) című angol Wikipédia-szócikk ezen változatának fordításán alapul.  Az eredeti cikk szerkesztőit annak laptörténete sorolja fel. Ez a jelzés csupán a megfogalmazás eredetét és a szerzői jogokat jelzi, nem szolgál a cikkben szereplő információk forrásmegjelöléseként.